# Повелитель мух
«Повели́тель мух» (англ. Lord of the Flies) — дебютный аллегорический роман английского писателя, лауреата Нобелевской премии по литературе 1983 года Уильяма Голдинга, вышедший в 1954 году, с элементами антиутопии. Изначально роман был задуман в качестве иронического комментария к популярному в XIX веке роману «Коралловый остров» Роберта Баллантайна.
На русском языке роман был впервые опубликован в 1969 году в пяти номерах журнала «Вокруг света» в переводе Владимира Тельникова. Этот перевод больше не издавался, а отдельной книгой роман начал издаваться только с 1981 года в переводе Елены Суриц.

## История
Идея романа возникла у Голдинга после того, как он прочитал роман «Коралловый остров» Роберта Баллантайна (1858) — приключенческой истории в жанре робинзонады, где воспеваются оптимистические имперские представления викторианской Англии — по сюжету три юных англичанина-подростка попали в кораблекрушение и в итоге оказались на необитаемом острове, где благодаря своему воспитанию начали вести себя подобно Робинзону Крузо, тем самым избегая деградации в изоляции от цивилизации. Голдингу сюжет показался крайне нереалистичным (хотя в своё время роман получил колоссальный успех и к моменту выхода книги Голдинга считался классикой английской литературы), и у него появилась идея написать историю о том, как, по его мнению, на самом деле поведут себя дети, попавшие на необитаемый остров. В результате роман содержит множество отсылок к «Коралловому острову» вплоть до того, что три центральных персонажа — Ральф, Хрюша (Piggy) и Джек — являются карикатурой на трёх главных героев «Кораллового острова» (двоих из которых тоже зовут Ральф и Джек).
Оригинальным названием рукописи романа было «Strangers from Within» (Незнакомцы изнутри). Путь в свет у романа был труден. Рукопись отверг двадцать один издатель (большинство из которых в качестве причины отказа называли текст рукописи «слишком абстрактным и откровенным»), прежде чем издательство «Faber & Faber» (которое тоже охарактеризовало изначальный текст как скучный и абсурдный) согласилось выпустить его в свет с условием, по которому Голдинг изменил называние, удалил первую часть романа, в которой описывалась эвакуация, и сильно переработал персонажа Саймона.
Сразу после выхода роман не привлёк к себе внимания (оригинальный тираж в 3000 экземпляров продавался очень медленно), однако спустя несколько лет он стал бестселлером и к началу 1960-х годов был введён в программу многих колледжей и школ. В 2005 году журнал «Time» назвал произведение одним из 100 лучших романов на английском языке с 1923 года. С 1990 по 1999 годы роман занимал 68-е место в списке ста самых спорных книг XX века, составленном Американской библиотечной ассоциацией.
Название книги «Повелитель мух» является буквальным переводом с древнееврейского имени языческого бога — Бааль зевув (ивр. בעל זבוב‎), чьё имя (Вельзевул) в христианстве стало ассоциироваться с дьяволом. Название для романа Голдингу подсказал Т. С. Элиот.

## Сюжет
События в романе происходят в военное время, но нигде нет пояснений, что именно это за война. Сами персонажи в своих разговорах очень редко её затрагивают, но фраза: «Мы бы в плен к красным могли попасть...» которую произносит один из персонажей романа, свидетельствует что это могла быть война между странами НАТО и СССР. Во вступлении, которое Голдинг удалил из рукописи по требованию издателя, пояснялось, что это ядерная война (т.е. Третья мировая война). Вступление в экранизации 1963 года тоже содержит намёки, что это была ядерная война.
На необитаемом острове в отдалённом от материков районе Тихого океана разбивается эвакуационный британский самолёт. Единственными выжившими оказываются дети младшего школьного или предподросткового возрастов. Среди них выделяются два лидера: Ральф и Джек Меридью. Первый из лидеров на острове успел познакомиться с толстым, страдающим астмой, но рассудительным и догадливым мальчиком в очках, которого дразнят Хрюшей (англ. Piggy); второй же является старостой церковного хора и пользуется непререкаемым авторитетом у своих спасшихся хористов. Ребята устраивают выборы, на которых побеждает Ральф, а недовольные их результатами Джек и его хористы провозглашают себя отдельной компанией охотников.
Ральф предлагает строить шалаши и развести костёр на горе, чтобы их могли заметить и спасти. Его все поддерживают. Костёр разводят с помощью очков Хрюши. Джек с охотниками добывают мясо диких свиней. Вскоре появляются слухи, что на острове обитает некий «Зверь». Джек, Ральф, Саймон и несколько ребят поднимаются на гору, где был замечен Зверь. Они видят Зверя и в ужасе убегают, потому что в наступающих сумерках не понимают, что Зверь — труп военного пилота, шевелящийся из-за ветра, раздувающего его парашют. Джек обвиняет Ральфа в трусости, отделяется от племени и предлагает другим мальчикам вступить в его племя, обещая охоту, мясо и иной, «дикарский» образ жизни на острове. Джек и его хористы уходят жить в труднодоступную горную часть острова, некоторые мальчики перебегают к ним, образуя дикарское племя.
Появляется нечто вроде примитивного культа Зверя и поклонения ему.  Охотники ублажают его жертвами и дикими плясками — инсценировками охоты. В разгар одной такой пляски, надев маски и потеряв над собой контроль, «охотники» убивают Саймона, который, набравшись смелости, разглядел тело погибшего пилота и спешил сообщить ребятам, что это никакой не Зверь. Но не вовремя поднявшийся ветер сбрасывает труп пилота в море и ему не верят.
Постепенно все дети переходят в «племя охотников», носящих маски и теряющих свои личности. Только Ральф остаётся с Хрюшей и близнецами Эриком и Сэмом без масок. Ведь они ещё помнят, что единственный шанс спастись — это разводить костры в надежде привлечь спасателей. Ночью группа Джека нападает на Ральфа и его друзей и отнимают очки Хрюши. Они нужны для получения огня, чтобы жарить мясо. Хрюша же ничего теперь не видит без очков.
Ральф с ребятами поднимаются по перешейку к Джеку на переговоры в надежде вернуть очки. Роджер исподтишка сбрасывает валун, который убивает не увидевшего его Хрюшу, а дикари берут в плен близнецов. Ральф остаётся совсем один. Ночью он поднимается к укреплению племени, пленные близнецы сообщают ему о готовящейся облаве и что Роджер заточил палку (видимо, чтобы завтра насадить на неё голову Ральфа, так же как дикари насаживали свиные головы в знак подношения Зверю). На следующий день дикари прочёсывают остров цепью, поджигают кусты, выкуривая Ральфа из зарослей.
Большая часть острова уже охвачена пламенем. Измотанный, загнанный дикарями Ральф выбегает на берег и, упав на песок, видит перед собой офицера британского военно-морского флота: группа моряков высадилась с крейсера, заметив дым от пожара. На вопрос офицера, кто у них главный, выбранный Ральф называет себя, а струсивший мятежный Джек отходит в сторону. Офицер поначалу думает, что у мальчиков идёт детская игра, и поэтому он шокирован, когда Ральф ему признаётся, что на острове уже погибли двое. Офицер саркастически сравнивает их ситуацию с романом «Коралловый остров» и удивляется тому, что британские мальчики выглядят в масках теперь как дикари.
Тут Ральф сам осознаёт всю глубину их деградации и не может больше сдержать слёз, оплакивая свою утраченную детскую невинность. Вслед за ним начинают рыдать и другие дети.

### Образ Повелителя мух
Повелителем мух автор называет голову убитой свиньи, насаженную охотниками Джека на кол после одной из удачных охот (сам Джек говорил, что это дар Зверю). С ней сталкиваются Саймон и впоследствии Ральф; причём Саймон, который падал в обмороки, мысленно разговаривает с ней. Голова называет себя Зверем и подтверждает его догадку о том, что «Зверь» находится в них самих, предрекая скорую гибель Саймона.

## Экранизации
- «Повелитель мух» (1963)[4] — британский фильм Питера Брука. Фильм является самой близкой к книге экранизацией.
- «Генезис» («Зарождение детей», «Играя Бога»; англ. The Genesis Children; 1971) — американский фильм Энтони Айкмана (англ. Anthony Aikman); фильм очевидно был вдохновлён романом Голдинга, так как его центральной темой является затянувшаяся игра детей в дикарей.
- «Дёготь крови» (англ. Alkitrang Dugo; 1975)[5] — малоизвестный филиппинский фильм Лупиты Акино-Кашивахары (англ. Lupita A. Concio) на тагальском языке; фильм является адаптацией романа, а не экранизацией: главные герои — филиппинские школьники и, в отличие от романа, среди них есть девочки.
- «Повелитель мух» (1990)[6] — американский фильм Гарри Хука[англ.]. В отличие от предыдущей экранизации, в этой из романа взяты только имена персонажей и ключевые моменты. Главные герои являются не британцами, а американцами, и действие происходит ближе к концу XX века.

## Отзывы критиков
Роман «Повелитель мух» считается одним из важнейших произведений западной литературы XX века. В списке The Times «The Best 60 Books of the Past 60 years», составленном по итогам голосования читателей газеты, он занимает строку лучшего романа 1954 года. Многими критиками произведение рассматривалось как ключевое: Лайонел Триллинг считал, что роман «ознаменовал мутацию в [западной] культуре: Бог, возможно, и умер, но Дьявол расцвёл — особенно в английских общественных школах».
Отмечалось, что роман Голдинга явился своего рода ответом популярному в послевоенном западном обществе представлению о том, что дети — невинные жертвы взрослого общества. «Мой детский мир чтения, насколько я помню, начался с „Кораллового острова“, наивно-империалистического романа Баллантайна; моя невинность умерла, когда я открыл „Повелителя мух“, где баллантайновский сюжет оказался свёрнут в аллегорию о порочности рода человеческого и о том, насколько справедливо он был изгнан из счастливого Сада», — писал обозреватель Guardian Питер Конрад.
Чарльз Брайан Кокс писал о романе в Critical Quarterly: «Его исключительная сила связана с тем фактом, что Голдинг верит: каждая деталь человеческой жизни имеет религиозную важность». В исследовании, названном «Трагическое прошлое» (англ. The Tragic Past), Дэвид Андерсон провёл исследование библейских мотивов в романе Голдинга:

Lord of the Flies — это сложная версия истории Каина — человека, который — после того, как его сигнальный костёр не сработал, убил брата своего. Прежде всего, это сокрушение оптимистической теологии, согласно которой Бог создал мир, в котором моральное развитие человека проходило pari passu с его биологической эволюцией и будет продолжаться, пока развитие не достигнет счастливого конца.
— Д. Андерсон
Роман, по мнению Андерсона, исследует истоки моральной деградации человечества. В нём «…нет никакого счастливого конца. Спасатели, забирающие мальчиков с острова, являются из того мира, где регресс произошёл в гигантских масштабах — в масштабах атомной войны. Беды человеческие показаны здесь так, что ничто не может ни смягчить их, ни облегчить. Каин — не просто наш дальний родственник: он — современный человек, и его убийственные импульсы оснащены безграничной силой разрушения»
Нидерландский историк и писатель Рутгер Брегман, на которого «Повелитель мух» произвёл сильное впечатление ещё в подростковом возрасте, теперь сомневается в реалистичности истории, придуманной Голдингом. Причиной стала история шести подростков 13-16 лет из маленького тихоокеанского государства Тонга. В июне 1965 года они сбежали из католической школы-интерната на украденной рыбацкой лодке. Попав в шторм, мальчики 8 дней дрейфовали по океану, пока не смогли высадиться на необитаемом острове Ата в юго-западной части Тихого океана. На острове они провели 15 месяцев, создав самую настоящую общину. Подростки выращивали фрукты, разводили кур, постоянно поддерживали сигнальный огонь, оборудовали тренажёрный зал и площадку для бадминтона, даже проводили уроки для младших. 11 сентября 1966 года их спас случайно проплывавший мимо австралийский яхтсмен. Брегман охарактеризовал эту историю так: «Настоящий „Повелитель Мух“ — это рассказ о дружбе и верности; который показывает, насколько мы сильнее, если мы можем опираться друг на друга».
Вопрос о том, читали ли мальчики из католической школы роман Голдинга и сделали они для себя какие-либо выводы из прочтения романа, интервьюерами спасённых не поднимался, как и не известно как бы в подобной ситуации повели себя другие люди оказавшись на необитаемом острове.

## В художественной культуре
В Академическом Малом Драматическом театре — Театре Европы режиссёр Лев Додин дважды ставил спектакль по роману. Первая версия 1986 года шла на сцене до середины 1990-х годов. Вторая версия, поставленная в 2009 году, идёт в театре по настоящее время[когда?]

.
В повести Стивена Кинга «Низкие люди в желтых плащах» главный герой Тедд дает почитать книгу Бобби, после она становится любимой у мальчика.
Главный герой трилогии Тома Шарпа об Уилте испытывает отвращение к этому роману, потому что вынужден преподавать его студентам политехнического училища:

Уилт неохотно вернулся к «Повелителю мух». Он читал эту книгу, наверное, уже в двухсотый раз.
— Так вот, Пигги попадает в лес и… — начал он, но его тут же перебил ещё один ученик, который, судя по всему, разделял отвращение Уилта к приключениям Пигги.
— Том Шарп. «Уилт»